# Jan Burka
Jan Burka (14. června 1924, Postoloprty – 4. září 2009, L'Isle-sur-la-Sorgue, Francie) byl český malíř, grafik, sochař a básník.

## Životopis
Narodil se 14. června 1924 v Postoloprtech. Otec Richard byl původně voják, ale později se stal architektem a stavitelem, matka Gabriela pocházela z bohaté statkářské rodiny. Otec byl katolického vyznání, matka židovského, Jan přijal židovskou víru. Měl ještě o tři roky staršího bratra Raymonda.
Po základní škole v Postoloprtech studoval na žateckém gymnáziu, později na gymnáziu v Praze, ovšem po podepsání Mnichovské dohody se jeho vzdělávání s ohledem na židovský původ značně zkomplikovalo. V roce 1940 studoval kresbu na soukromé umělecké škole profesora Svobody (profesoři Svoboda, Šváb a Kotík), pak navštěvoval grafický kurz ve Vinohradské synagoze, který vedl Franz Peter (František Petr) Kien a jejž pořádala Židovská obec v Praze. Zdokonaloval se také v olejomalbě pod vedením Eugena Nevana, škola však byla roku 1941 zrušena.
10. srpna 1942 byl i s bratrem z Prahy deportován do Terezína, kde byl přidělen na práci v zahradách, v zimě pak vypomáhal v kuchyni, díky čemuž mohl sobě, bratrovi i jiným občas v těžkých časech přilepšit. V Terezíně se také opět setkal se svým učitelem Franzem Peterem Kienem a i v těžkých podmínkách ghetta pokračoval ve studiu kresby. V říjnu 1944 se šťastnou náhodou vyhnul deportaci do vyhlazovacího tábora a nakonec se tak v Terezíně dočkal osvobození.
Těsně po osvobození odešel Jan Burka se svou budoucí ženou Ellen Danby (1921–2016), národní mistryní v krasobruslení, do Nizozemska a usadil se v Amsterdamu, kde studoval na Královské akademii výtvarných umění (Rĳksakademie van beeldende kunsten v Amsterdamu – profesoři Campendonk, Lutke a Westerman). Roku 1945 se s Ellen oženil a v roce 1946 se jim narodila dcera, kterou na počest Petra Kiena pojmenovali Petra a jež později následovala matku a stala se také úspěšnou krasobruslařkou. Druhá dcera Astra se rodičům narodila v roce 1948 a stala se architektkou a režisérkou. O otci natočila dokumentární film Painting Daddy (2009).
V letech 1945–1951 pracoval Jan Burka jako kreslíř a grafik v písmolijně Amsterdam a současně se připojil k Uskupení holandských grafiků a spoluvystavoval např. s Appelem, Corneliem a Constantem.
Roku 1951 se odstěhoval do Toronta v Kanadě, kde studoval na Ontario College of Art & Design. Založil také svoje vlastní grafické umělecké studio a společně s Alainem Flemingem byl spoluzakladatelem Společnosti kanadských grafiků.
Roku 1954 rodinu opustil, později se rozvedl a v letech 1961–1968 se usadil ve Francii. Zde vytvořil svoje první reliéfy a sochy. Stal se členem skupiny konkrétní poezie Páté období, kterou založil Henri Chopin, a členem skupiny ARC – Nové exprese v Cagnes-sur-Mer. Později žil v Sain-Barnabé. Ve Francii se také seznámil s Michelem Seuphorem, Denysem Chevaliérem a Jacguesem Lepagem. Společně s nimi a s Chopinem pořádal Festival des Artes Plastiques de la Côte d’Azur, připravovali výstavy, sestavovali katalogy a tvořili plakáty.
V roce 1968 se vrátil do Toronta, kde žil a pracoval až do roku 1978. Zaměřoval se na projekty geometrických rotodisků, magnetických reliéfů a ekviskulptur. Většina těchto děl je dnes umístěna v kanadských muzeích.
Jan Burka se zúčastnil více než stovky výstav v Evropě, Kanadě a Spojených státech. Jeho díla jsou vystavena v řadě kanadských, amerických i evropských muzeí a jsou součástí významných soukromých sbírek. V roce 1964 získal v Nice cenu za sochařské dílo UMAM. Roku 1965 v Juan-les-Pins získal cenu Provençal za sochařské dílo. V roce 1968 obdržel v Ontariu cenu Centenaire du Canada.
Jan Burka získal četná ocenění rovněž za své grafické dílo. Jeho Poésies concrètes (Konkrétní poezie) je součástí antologie Experimentální poezie, která vyšla v roce 1967 v nakladatelství Odeon.
Zemřel 4. září 2009 ve francouzském městě L’Isle-sur-la-Sorgue poblíž Avignonu.

## Stálé expozice
Tvorba Jana Burky je zastoupena v těchto stálých expozicích:
Kanada
- Musées d’Hamilton, Guelph,
- Sainte-Catherine, Oakville,
- Peterborough,
- Kitchener,
- Sudberry

Francie
- Muzeum moderního umění v Paříži,
- Muzeum Saint-Étienne

Izrael
- Památník Jad Vašem v Jeruzalémě

Česká republika
- Památník Terezín
Výběr z jeho děl, vytvořených v ghettu Terezín v letech 1942–1945, je vystaven ve stálé expozici Památníku Terezín Výtvarné umění v terezínském ghettu. Autobiografie Malovat a přežít (Praha, 2007) je věnována jeho učiteli a příteli Peteru Kienovi.

## Kniha vzpomínek
V roce 2007 vydalo nakladatelství Oswald pro Památník Terezín Burkovy vzpomínky z let 1924–1945 pod názvem Malovat a přežít – v Terezíně mi bylo osmnáct. Text je paralelně anglický a francouzský.